# Franko-Persische Allianz

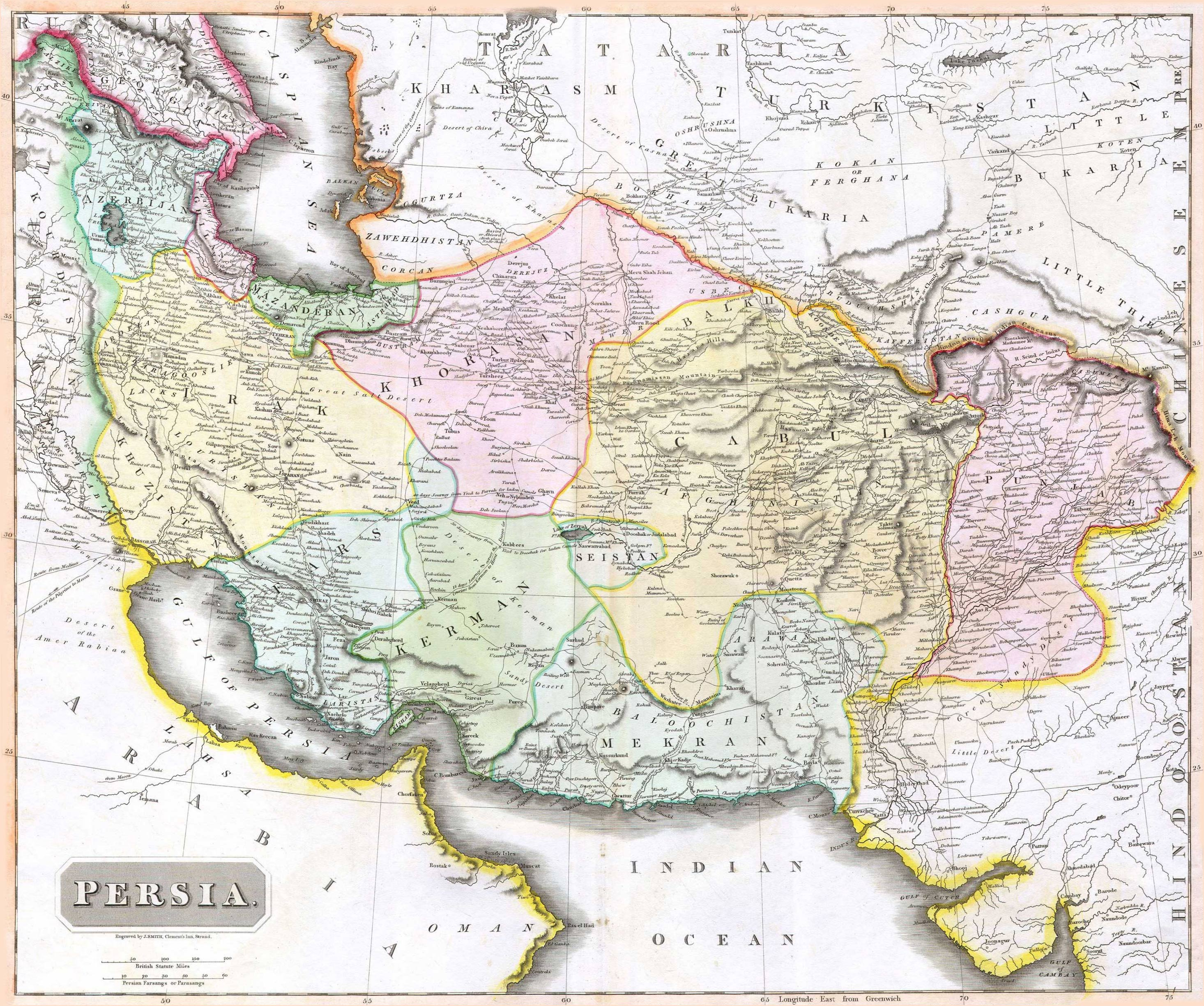
Persien und seine Provinzen 1814

Die Franko-Persische Allianz war ein am 4. Mai 1807 im Vertrag von Finckenstein unterzeichnetes Bündnis zwischen Frankreich unter Napoleon Bonaparte und Persien (dem heutigen Iran) unter Fath Ali Schah. Die Allianz richtete sich gegen Russland und Großbritannien. Persien versprach sich von der Allianz finanzielle und militärische Unterstützung im Krieg gegen Russland, den das Land 1804 begonnen hatte. Napoleon sah in der Allianz eine Möglichkeit, den von ihm geplanten Angriff auf Britisch-Indien mit Unterstützung persischer und afghanischer Truppen zu unternehmen.
Nach dem Frieden von Tilsit, in dem sich Frankreich und Russland miteinander verbündeten, verlor die Allianz für Persien ihre strategische Bedeutung und wurde – trotz Bemühungen Napoleons, sie zu erhalten – zugunsten eines Bündnisses mit den Briten gekündigt.

## Vorgeschichte

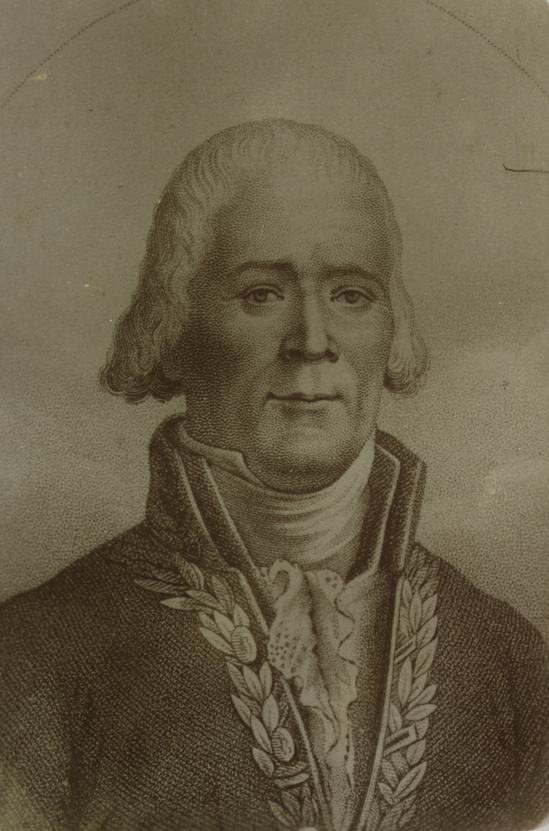
Guillaume-Antoine Olivier besuchte Persien während der französischen Revolution.

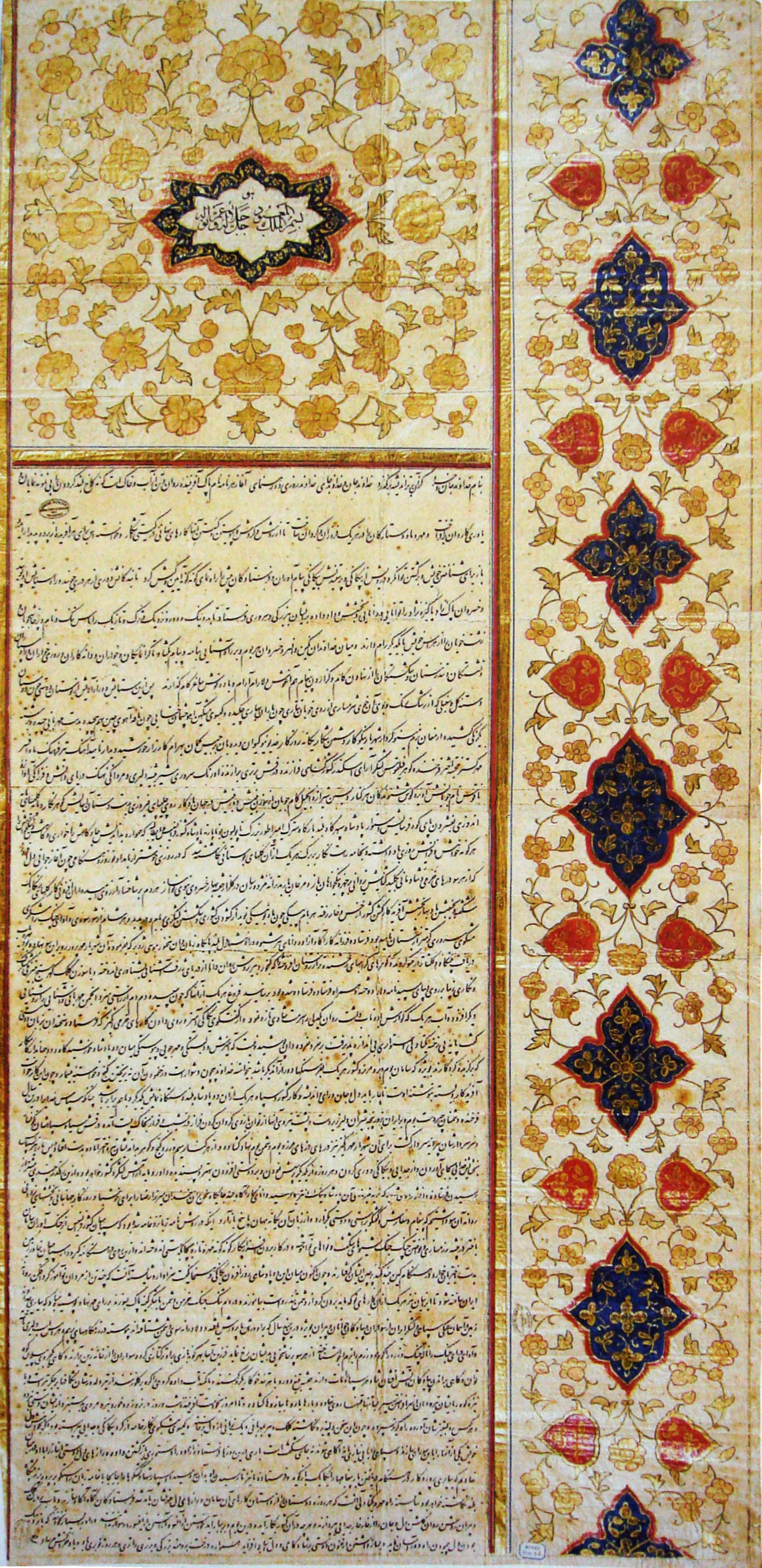
Schreiben von Fath-Ali Shah an Napoleon I. mit der Bitte um Entsendung militärischer Berater, Dezember 1806.

Die ersten vertraglichen Beziehungen zwischen Persien und Frankreich gehen auf das Jahr 1715 zurück. Der persische Gesandte Mohammad Reza Beg wurde am 19. Februar 1715 von König Ludwig XIV. mit großem Pomp im Schloss in Versailles empfangen. Am 13. August 1715 kam es dann zum Abschluss eines Handelsvertrages zwischen Persien und Frankreich. Die Handelsbeziehungen zwischen Persien und Frankreich konnten sich allerdings nicht wie geplant entfalten, da es 1719 zu einem Aufstand des sunnitischen Afghanen-Stamms der Ghilzai kam. Diese eroberten 1722 Isfahan und stürzten 1736 endgültig die Dynastie der Safawiden, die durch die Afschariden abgelöst wurden.
Zum Versuch einer Wiederaufnahme der Beziehungen zwischen Frankreich und Persien kam es während der französischen Revolution. Vom Direktorium wurden die beiden Wissenschaftler Jean-Guillaume Bruguières und Guillaume-Antoine Olivier nach Persien entsandt, um einen vor allem gegen Großbritannien gerichteten Beistandspakt auszuhandeln. Sie kehrten allerdings unverrichteter Dinge zurück.
Napoleon hatte mit seinem 1798 begonnenen Feldzug in Ägypten den Versuch unternommen Frankreichs Position in der islamischen Welt zu stärken und die Muslime als Verbündeten gegen Großbritannien und für einen Angriff auf Britisch-Indien zu gewinnen. Allerdings wurde die französische Flotte in der Seeschlacht bei Abukir 1798 vollständig zerstört. Dadurch waren die französischen Truppen von jedem Nachschub aus Frankreich abgeschlossen. Das Osmanische Reich erklärte schließlich unter britischem Druck Frankreich den Krieg. Am 31. August 1799 kapitulierten die französischen Truppen und mussten gegen freien Abzug Ägypten verlassen. 
Um nach dem militärischen Erfolg in Ägypten die Westgrenze von Britisch-Indien abzusichern, entsandte Großbritannien Sir John Malcolm, der mit Fath Ali Schah den anglo-persischen Vertrag von 1801 schloss. In dem Vertrag sicherten die Briten Persien militärische Unterstützung gegen Russland zu. Im Gegenzug räumte Persien Großbritannien militärische Unterstützung gegen Frankreich und bevorzugte Wirtschaftsbeziehungen ein. 
Fath Ali Schah beanspruchte die vormals persischen Khanate Karabag, Schirwan, Talysch, Scheki und Kartlien-Kachetien, die sich nach dem Tod Nadir Schahs 1747 von Persien gelöst hatten. Mit dem Versuch, die Gebietsansprüche durchzusetzen, geriete Fath Ali Schah mit Russland in Konflikt, das 1801 Kartlien-Kachetien annektiert hatte und die Khanate seinem Staatsgebiet zuschlagen wollte. 1804 kam es durch einen Angriff russischer Truppen auf Persien zum dritten Russisch-Persischen Krieg. Persien benötigte dringend Verstärkung, um gegen die von der Bewaffnung und Ausbildung her überlegenen russischen Truppen bestehen zu können. Großbritannien hielt sich trotz des 1801 geschlossenen anglo-persischen Vertrages nicht für verpflichtet, Persien zu unterstützen, da der Pakt gegen Frankreich und nicht gegen Russland gerichtet war. Aus diesem Grund wandte sich Fath Ali Schah an Napoleon, da er in ihm einen natürlichen Verbündeten sah. Um eine Allianz mit Persien zu schmieden, sandte Napoleon im Frühjahr 1805 den Orientalisten Pierre Amédée Jaubert zu Fath Ali Schah. Er kehrte im Oktober 1806 mit einem Dankesschreiben von Fath Ali Schah nach Frankreich zurück, in dem Fath Ali Schah Napoleon um die Entsendung von Ausbildern für die persische Armee ansuchte.

## Vertrag von Finckenstein
Fath Ali Schah entsandte nun von seiner Seite Mirza Mohammad Reza Qazvini zu Napoleon. Er traf Napoleon in Finckenstein in Westpreußen, wo dieser im Feldzug gegen Russland sein Quartier aufgeschlagen hatte. Am 4. Mai 1807 wurde die Allianz mit Frankreich durch den Vertrag von Finckenstein formell besiegelt. In diesem Vertrag erkennt Frankreich die Gebietsansprüche Persiens auf Georgien an und bestätigt, alles Erdenkliche zu unternehmen, um Russland zur Herausgabe Georgiens an Persien zu zwingen. Persien erklärt im Gegenzug Großbritannien den Krieg und gestattete Napoleon den Durchmarsch einer Armee nach Indien. Als erster Schritt zur Umsetzung der Allianz wurde eine französische Militärmission unter General Antoine Gardanne nach Persien entsandt, um die Modernisierung der persischen Armee voranzutreiben. Ferner sollte General Gardanne eine mögliche Route für eine französische Armee durch Persien nach Indien erkunden. Gardanne sollte auch Kontakt zur osmanischen Armee halten und ein gemeinsames militärisches Vorgehen osmanischer und persischer Truppen gegen Russland koordinieren.

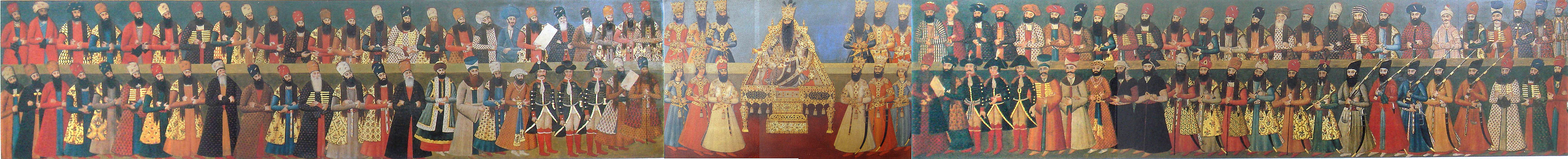
General Antoine Gardanne mit der französischen Delegation am Hof von Fath Ali Schah

Die aus 70 Offizieren bestehende Militärmission traf am 4. Dezember 1807 in Persien ein. Hauptmann der Infanterie Lamy und Hauptmann Verdier bildeten die Neue Armee (Nezame Jadid) aus, die unter den Befehl des Kronprinzen Abbas Mirza gestellt wurde. Am 29. November 1808 gelang es der neu formierten Armee einen russischen Angriff auf die Stadt Jerewan zurückzuschlagen. Die Artillerieleutnant Charles-Nicolas Fabvier und Leutnant Reboul wurden von General Gardanne nach Isfahan gesandt, um dort eine Fabrik zur Herstellung von Kanonen für eine neu zu schaffende persische Artillerie zu errichten. Trotz größter Schwierigkeiten schafften sie es, 20 Kanonen herzustellen, die umgehend nach Teheran gebracht wurden.
Nachdem die russischen Truppen im Krieg gegen Napoleon am 14. Juni 1807 in der Schlacht bei Friedland eine schwere Niederlage erlitten hatten, nahm Zar Alexander I. daraufhin Verhandlungen mit der französischen Seite auf, die zunächst am 23. Juni 1807 zu einem Waffenstillstand und am 7. Juli 1807 zum Frieden von Tilsit führten. Mit diesem Friedensschluss wurden Frankreich und Russland Verbündete. Was die Frage Georgiens und die Beendigung des persisch-russischen Krieges betraf, erklärte sich Russland in Tilsit zu Verhandlungen mit Fath Ali Schah bereit. Fath Ali Schah machte aber deutlich, dass er auf der vollständigen Rückgabe Georgiens bestehen würde, so dass es zu keinen formellen Verhandlungen zwischen Persien und Russland kam. Dass Fath Ali Schah diese Möglichkeit zur Beilegung des Konflikts nicht nutzte, sondern den Krieg in der völligen Fehleinschätzung seiner militärischen Möglichkeiten fortsetze, stellte sich als schwerer Fehler heraus. Am Ende ging der Krieg mit Russland verloren und Persien musste im Frieden von Gulistan nicht nur Georgien, sondern auch den nördlichen Teil von Aserbaidschan an Russland abtreten.

## Das Ende der Allianz

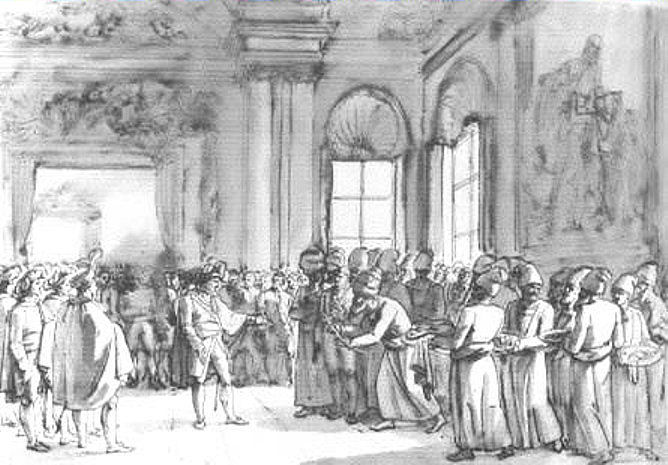
Der persische Botschafter Askar Khan Afshar wird von Napoleon I. in Saint-Cloud am 4. September 1808 empfangen, von Benjamin Zix.

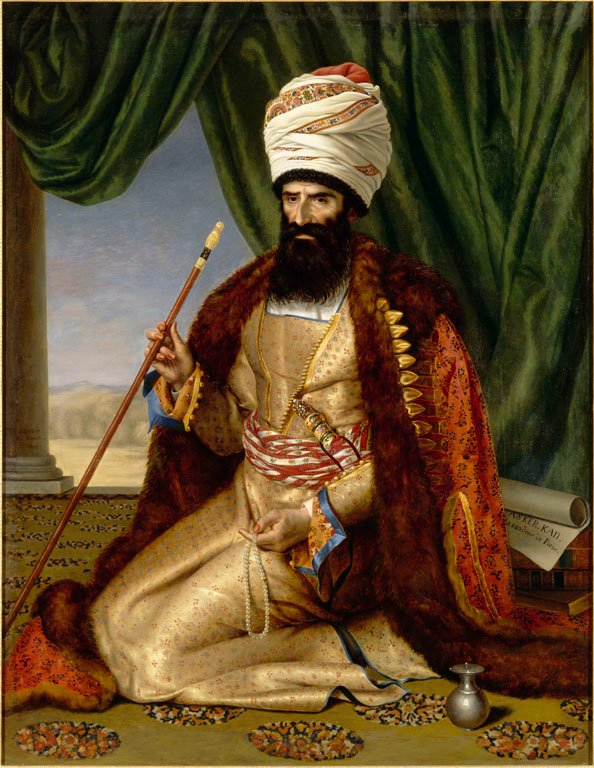
Der persische Botschafter Askar Khan Afshar in Paris vom Juli 1808 bis April 1810, von Madame Vavin.

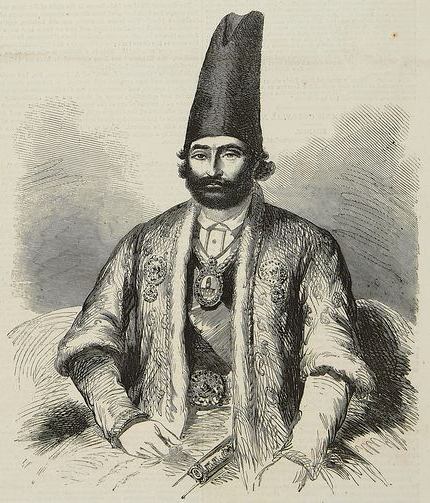
Der persische Botschafter in Frankreich Farouk Khan, 1857.

Napoleon wollte die Allianz mit Persien trotz seiner politischen Neuorientierung Russlands gegenüber fortführen, um seine Pläne einer Invasion Indiens weiter voranzutreiben. Er plante seinen Bruder Lucien Bonaparte als Botschafter nach Teheran zu entsenden. Persien hatte seinerseits bereits Askar Khan Afshar als Botschafter nach Paris entsandt. Askar Khan traf am 20. Juli 1808 in Frankreich ein und führte mit Napoleon am 4. September 1808 ein erstes Gespräch.
Um die politische Annäherung Persiens an Frankreich zu beenden, entsandte Großbritannien John Malcolm zu Fath Ali Schah, der den Schah von einer Neuausrichtung seiner Politik zu Gunsten Großbritanniens allerdings nicht überzeugen konnte. Erst Sir Harford Jones Brydges gelang es 1809 einen Vertrag mit Fath Ali Schah zu schließen, in dem er umfangreiche militärische Hilfe im Krieg gegen das inzwischen mit Frankreich verbündete Russland zusagte. Als Gegenleistung kündigte Fath Ali Schah die Allianz mit Frankreich auf und verwies alle französischen Offiziere des Landes. Der britische Offizier Henry Lindsay Bethune traf 1810 in Persien ein und begann mit weiteren britischen Offizieren, die persische Armee neu zu formieren. 1810 erklärte Fath Ali Schah den Krieg zu einem „heiligen Krieg“. Doch trotz der Unterstützung durch britische Offiziere gelangen den Russen entscheidende Siege, wie die Einnahme von Lənkəran.
Nach dem fehlgeschlagenen Russlandfeldzug Napoleons konnte die russische Armee auch den Krieg gegen Persien 1812 durch Siege bei Aslandoz und Lenkoren für sich entscheiden. Russland war nun wieder mit Großbritannien verbündet, die britische Unterstützung für Persien wurde eingestellt. Im 1813 geschlossenen Frieden von Gulistan kam es zum umfangreichen Gebietsabtretungen Persiens an Russland. 
Infolge des endgültigen Sturzes Napoleons 1815 und der Auflösung der französischen Armee reiste der französische Offizier Jean-Francois Allard nach Persien und bot dem Kronprinzen Abbas Mirza seine Dienste an. Man sagte ihm eine Stellung als Hauptmann zu. Allard lernte persisch, erhielt aber nie ein Kommando der persischen Armee. Er verließ daraufhin Persien in Richtung Indien und diente lange Jahre dem Maharaja Ranjit Singh. Es gelang ihm die Armee des Maharajas zu modernisieren und damit die erste moderne indische Armee zu formen. Das Resultat war ein mächtiger Staat Punjab, der als einziger nicht von den Briten kontrolliert wurde.
Die diplomatischen Beziehungen zwischen Frankreich und Persien sollten erst 1857 wieder aufgenommen werden, als Farouk Khan persischer Botschafter in Paris wurde. Zuvor hatte der französische Kaiser Napoleon III. den Frieden von Paris zwischen Persien und Großbritannien vermittelt.